# Бугаройское сельское поселение
Бугаройское се́льское поселе́ние — муниципальное образование в Итум-Калинском районе Чечни Российской Федерации.
Административный центр — село Бугарой.

## История
Бугара (чеч.БугIара) -селение на в. окр. об-ва, на границе с Зумса. Народная этимология - на чеч. бухара нах, т.е люди,которые жили издавна.
Топонимия Чечено-Ингушетии, Микротопонимия ЧIиннах , стр 152,Ахмад Сулейманов
Статус и границы сельского поселения установлены Законом Чеченской Республики от 14 июля 2008 года № 46-РЗ «Об образовании муниципального образования Итум-Калинский район и муниципальных образований, входящих в его состав, установлении их границ и наделении их соответствующим статусом муниципального района, городского и сельского поселения».

## Население
| 2010 | 2012 | 2013 | 2014 | 2015 | 2016 | 2017 |
| ---- | ---- | ---- | ---- | ---- | ---- | ---- |
| 303  | ↗320 | ↗333 | ↗346 | ↗361 | ↗371 | ↗376 |
| 2018 | 2019 | 2020 | 2021 | 2023 | 2024 |      |
| ↗381 | ↘377 | →377 | ↘346 | ↗350 | ↗357 |      |

## Состав сельского поселения
| № | Населённый пункт | Тип населённого пункта | Население |
| - | ---------------- | ---------------------- | --------- |
| 1 | Бугарой          | село                   | ↗357      |